# Llista de topònims de Sort
Llista de topònims (noms propis de lloc) del municipi de Sort, al Pallars Sobirà
Informació actualitzada per un bot. Els canvis manuals es perdran quan s'actualitzi!

## antic assentament
| imatge | Nom     | Ubicat a | instància de      | Detalls                      | coordenades                                                        | Protecció | Commons (més fotos) | Dades a WD                    |
| ------ | ------- | -------- | ----------------- | ---------------------------- | ------------------------------------------------------------------ | --------- | ------------------- | ----------------------------- |
|        | Espós   | Altron   | antic assentament | Estat: enderrocat o destruït | 42° 26′ 30″ N, 1° 06′ 48″ E / 42.44161389°N,1.11323611°E 1100 msnm |           |                     | Modifica les dades a Wikidata |
|        | Meneurí | Saurí    | antic assentament |                              | 42° 26′ 37″ N, 1° 04′ 10″ E / 42.443736°N,1.069545°E 1245 msnm     |           | Meneurí             | Modifica les dades a Wikidata |
|        | Torena  | Llessui  | antic assentament |                              | 42° 27′ 09″ N, 1° 04′ 13″ E / 42.452419°N,1.070406°E 1500 msnm     |           |                     | Modifica les dades a Wikidata |

## antic municipi d'Espanya
| imatge | Nom     | Ubicat a | instància de             | Detalls | coordenades                                              | Protecció | Commons (més fotos) | Dades a WD                    |
| ------ | ------- | -------- | ------------------------ | ------- | -------------------------------------------------------- | --------- | ------------------- | ----------------------------- |
|        | Altron  | Sort     | antic municipi d'Espanya |         | 42° 27′ 06″ N, 1° 06′ 17″ E / 42.451609°N,1.104847°E     |           |                     | Modifica les dades a Wikidata |
|        | Enviny  | Sort     | antic municipi d'Espanya |         | 42° 27′ 06″ N, 1° 06′ 17″ E / 42.451609°N,1.104847°E     |           |                     | Modifica les dades a Wikidata |
|        | Llessui | Sort     | antic municipi d'Espanya |         | 42° 27′ 09″ N, 1° 04′ 26″ E / 42.45244611°N,1.07401667°E |           |                     | Modifica les dades a Wikidata |
|        | Sort    | Sort     | antic municipi d'Espanya |         | 42° 24′ 40″ N, 1° 07′ 49″ E / 42.41108889°N,1.13014167°E |           |                     | Modifica les dades a Wikidata |

## borda
| imatge | Nom                  | Ubicat a           | instància de | Detalls                         | coordenades                                                                   | Protecció | Commons (més fotos) | Dades a WD                    |
| ------ | -------------------- | ------------------ | ------------ | ------------------------------- | ----------------------------------------------------------------------------- | --------- | ------------------- | ----------------------------- |
|        | Borda Miquel         | Pernui             | borda        |                                 | 42° 24′ 53″ N, 1° 08′ 53″ E / 42.4146120444839°N,1.14810933180312°E 1125 msnm |           |                     | Modifica les dades a Wikidata |
|        | Cabana Madirri       | Llessui            | borda        |                                 | 42° 28′ 07″ N, 1° 03′ 15″ E / 42.4685825901747°N,1.05412269817868°E 1932 msnm |           |                     | Modifica les dades a Wikidata |
|        | Cabana de la Releixa | Llessui            | borda cleda  |                                 | 42° 27′ 28″ N, 1° 03′ 29″ E / 42.4579143385243°N,1.05802869301721°E 1822 msnm |           |                     | Modifica les dades a Wikidata |
|        | Cobert del Quet      | Pujalt             | borda        |                                 | 42° 25′ 00″ N, 1° 06′ 34″ E / 42.4165402155716°N,1.10956175469421°E 1156 msnm |           |                     | Modifica les dades a Wikidata |
|        | Corral d'Orella      | Llarvén            | borda cleda  |                                 | 42° 24′ 03″ N, 1° 04′ 37″ E / 42.4007679583678°N,1.07687634125715°E 1454 msnm |           |                     | Modifica les dades a Wikidata |
|        | Corrals del Bonyente | Llessui            | borda cleda  |                                 | 42° 27′ 50″ N, 1° 02′ 09″ E / 42.4640091318022°N,1.03572820022829°E 1770 msnm |           |                     | Modifica les dades a Wikidata |
|        | borda d'Agustí       | Pujalt             | borda        |                                 | 42° 25′ 14″ N, 1° 05′ 46″ E / 42.4206755001985°N,1.09606754082537°E 1348 msnm |           |                     | Modifica les dades a Wikidata |
|        | borda d'Alegre       | Bernui             | borda        |                                 | 42° 26′ 43″ N, 1° 05′ 04″ E / 42.4453621194709°N,1.08432794548581°E 1081 msnm |           |                     | Modifica les dades a Wikidata |
|        | borda d'Andreva      | Llessui            | borda        |                                 | 42° 26′ 55″ N, 1° 03′ 37″ E / 42.4485958838352°N,1.06028656465687°E 1420 msnm |           |                     | Modifica les dades a Wikidata |
|        | borda d'Orteu        | Olp                | borda        |                                 | 42° 25′ 53″ N, 1° 05′ 32″ E / 42.431316°N,1.092314°E 1466 msnm                |           |                     | Modifica les dades a Wikidata |
|        | borda de Badiot      | Sort               | borda        |                                 | 42° 25′ 07″ N, 1° 07′ 50″ E / 42.4184801683229°N,1.13065157680427°E 733 msnm  |           |                     | Modifica les dades a Wikidata |
|        | borda de Barbal      | Enviny             | borda        | Estat: ruïnós                   | 42° 24′ 50″ N, 1° 04′ 14″ E / 42.4138356621649°N,1.07048549421215°E 1641 msnm |           |                     | Modifica les dades a Wikidata |
|        | borda de Batllevell  | Llarvén            | borda        |                                 | 42° 24′ 27″ N, 1° 04′ 54″ E / 42.40741°N,1.081744°E 1275 msnm                 |           |                     | Modifica les dades a Wikidata |
|        | borda de Bernadí     | Altron             | borda        |                                 | 42° 26′ 45″ N, 1° 06′ 17″ E / 42.445937°N,1.104667°E 1063 msnm                |           |                     | Modifica les dades a Wikidata |
|        | borda de Bernardí    | Altron             | borda        |                                 | 42° 26′ 45″ N, 1° 06′ 17″ E / 42.4459008720679°N,1.10481223480605°E 1068 msnm |           |                     | Modifica les dades a Wikidata |
|        | borda de Beta        | Sort               | borda        |                                 | 42° 24′ 58″ N, 1° 07′ 12″ E / 42.416178364324°N,1.1198688956023°E 911 msnm    |           |                     | Modifica les dades a Wikidata |
|        | borda de Bolunya     | Saurí              | borda        |                                 | 42° 26′ 37″ N, 1° 03′ 41″ E / 42.4437177544171°N,1.06151925266884°E 1506 msnm |           |                     | Modifica les dades a Wikidata |
|        | borda de Botiguer    | Bernui             | borda        | Estat: ruïnós                   | 42° 26′ 19″ N, 1° 04′ 58″ E / 42.438702°N,1.082682°E 1330 msnm                |           |                     | Modifica les dades a Wikidata |
|        | borda de Botja       | Castellviny        | borda        |                                 | 42° 25′ 02″ N, 1° 07′ 15″ E / 42.4171588785622°N,1.12089484264535°E 901 msnm  |           |                     | Modifica les dades a Wikidata |
|        | borda de Cardós      | Llessui            | borda        |                                 | 42° 27′ 10″ N, 1° 03′ 28″ E / 42.4527°N,1.05779°E 1475 msnm                   |           |                     | Modifica les dades a Wikidata |
|        | borda de Catalana    | Llessui            | borda        | Estat: ruïnós                   | 42° 27′ 44″ N, 1° 02′ 17″ E / 42.4621196526705°N,1.03792788318718°E 1718 msnm |           |                     | Modifica les dades a Wikidata |
|        | borda de Cebrià      | Olp                | borda        |                                 | 42° 25′ 32″ N, 1° 05′ 25″ E / 42.425507°N,1.090407°E 1459 msnm                |           |                     | Modifica les dades a Wikidata |
|        | borda de Cucat       | Pujalt             | borda        |                                 | 42° 25′ 29″ N, 1° 05′ 39″ E / 42.424685°N,1.094284°E 1371 msnm                |           |                     | Modifica les dades a Wikidata |
|        | borda de Familiar    | Llarvén            | borda        |                                 | 42° 24′ 03″ N, 1° 04′ 43″ E / 42.4009122681594°N,1.07850012187138°E 1420 msnm |           |                     | Modifica les dades a Wikidata |
|        | borda de Feliu       | Montardit de Baix  | borda        | Estat: ruïnós                   | 42° 23′ 20″ N, 1° 06′ 35″ E / 42.388995362199°N,1.1097471785644°E 735 msnm    |           |                     | Modifica les dades a Wikidata |
|        | borda de Francesca   | Saurí              | borda        |                                 | 42° 26′ 26″ N, 1° 04′ 32″ E / 42.4406690315715°N,1.0756561585682°E 1278 msnm  |           |                     | Modifica les dades a Wikidata |
|        | borda de Galta       | Saurí              | borda        |                                 | 42° 26′ 17″ N, 1° 04′ 33″ E / 42.43802°N,1.07587°E 1354 msnm                  |           |                     | Modifica les dades a Wikidata |
|        | borda de Guisarda    | Llessui            | borda        | Estat: ruïnós                   | 42° 27′ 22″ N, 1° 02′ 55″ E / 42.4562490995086°N,1.0485335010892°E 1600 msnm  |           |                     | Modifica les dades a Wikidata |
|        | borda de Jaume       | Llessui            | borda        | Estat: ruïnós                   | 42° 28′ 57″ N, 1° 03′ 31″ E / 42.4824810050646°N,1.05854631916338°E 1523 msnm |           |                     | Modifica les dades a Wikidata |
|        | borda de Joanet      | Saurí              | borda        |                                 | 42° 26′ 36″ N, 1° 03′ 59″ E / 42.443439444473°N,1.06636707018817°E 1340 msnm  |           |                     | Modifica les dades a Wikidata |
|        | borda de Jonico      | Montardit de Dalt  | borda        |                                 | 42° 23′ 27″ N, 1° 05′ 20″ E / 42.390836°N,1.088797°E 1265 msnm                |           |                     | Modifica les dades a Wikidata |
|        | borda de Julià       | Altron             | borda        |                                 | 42° 26′ 27″ N, 1° 06′ 04″ E / 42.4408501232153°N,1.10108597814234°E 1205 msnm |           |                     | Modifica les dades a Wikidata |
|        | borda de Marta       | Llessui            | borda        | Estat: ruïnós                   | 42° 28′ 21″ N, 1° 04′ 30″ E / 42.4724305907838°N,1.07507236868049°E 1273 msnm |           |                     | Modifica les dades a Wikidata |
|        | borda de Mateu       | Llarvén            | borda        |                                 | 42° 23′ 37″ N, 1° 05′ 16″ E / 42.3937373936867°N,1.08780674710449°E 1279 msnm |           |                     | Modifica les dades a Wikidata |
|        | borda de Moreta      | Llessui            | borda        | Estat: ruïnós                   | 42° 28′ 40″ N, 1° 04′ 16″ E / 42.477786°N,1.071095°E 1340 msnm                |           |                     | Modifica les dades a Wikidata |
|        | borda de Moriri      | Pujalt             | borda        |                                 | 42° 25′ 31″ N, 1° 06′ 00″ E / 42.425398°N,1.099956°E 1325 msnm                |           |                     | Modifica les dades a Wikidata |
|        | borda de Móra        | Llessui            | borda        | Estat: enderrocat o destruït    | 42° 27′ 45″ N, 1° 02′ 26″ E / 42.462579762339°N,1.0406407645503°E             |           |                     | Modifica les dades a Wikidata |
|        | borda de Noi         | Olp                | borda        |                                 | 42° 25′ 44″ N, 1° 05′ 17″ E / 42.428923°N,1.088126°E 1506 msnm                |           |                     | Modifica les dades a Wikidata |
|        | borda de Pejan       | Sort               | borda        |                                 | 42° 24′ 30″ N, 1° 08′ 09″ E / 42.408335330108°N,1.1359008411252°E 750 msnm    |           |                     | Modifica les dades a Wikidata |
|        | borda de Perales     | Llessui            | borda        | Estat: ruïnós                   | 42° 28′ 29″ N, 1° 04′ 15″ E / 42.4746368373578°N,1.07078350147081°E 1359 msnm |           |                     | Modifica les dades a Wikidata |
|        | borda de Pessó       | Bernui             | borda        |                                 | 42° 26′ 43″ N, 1° 05′ 05″ E / 42.4454036085382°N,1.08465498137505°E 1087 msnm |           |                     | Modifica les dades a Wikidata |
|        | borda de Rugel       | Llessui            | borda        |                                 | 42° 28′ 57″ N, 1° 03′ 26″ E / 42.4824951586473°N,1.05725623814147°E 1578 msnm |           |                     | Modifica les dades a Wikidata |
|        | borda de Santa Creu  | Llarvén            | borda        |                                 | 42° 23′ 43″ N, 1° 05′ 06″ E / 42.395158734531°N,1.08501778207026°E 1325 msnm  |           |                     | Modifica les dades a Wikidata |
|        | borda de Sibílio     | Pujalt             | borda        |                                 | 42° 25′ 31″ N, 1° 05′ 45″ E / 42.42531389°N,1.09585556°E 1378 msnm            |           |                     | Modifica les dades a Wikidata |
|        | borda de Simon       | Montardit de Baix  | borda        |                                 | 42° 22′ 23″ N, 1° 06′ 36″ E / 42.3729252957298°N,1.11005702139451°E 657 msnm  |           |                     | Modifica les dades a Wikidata |
|        | borda de Tonya       | Saurí              | borda        | Estat: ruïnós                   | 42° 26′ 09″ N, 1° 04′ 54″ E / 42.4357451426997°N,1.0816910487229°E 1095 msnm  |           |                     | Modifica les dades a Wikidata |
|        | borda de Torret      | Olp                | borda        | Estat: ruïnós                   | 42° 25′ 46″ N, 1° 05′ 20″ E / 42.4295790206457°N,1.08885681341012°E 1496 msnm |           |                     | Modifica les dades a Wikidata |
|        | borda de Xica        | la Bastida de Sort | borda        |                                 | 42° 25′ 28″ N, 1° 07′ 26″ E / 42.4243743620241°N,1.12376672981179°E 854 msnm  |           |                     | Modifica les dades a Wikidata |
|        | borda de l'Andorrà   | Pernui             | borda        | Estat: ruïnós                   | 42° 25′ 01″ N, 1° 09′ 25″ E / 42.4169785299969°N,1.15692412054302°E 1345 msnm |           |                     | Modifica les dades a Wikidata |
|        | borda de l'Antonet   | Sort               | borda        | Estat: ruïnós                   | 42° 24′ 52″ N, 1° 09′ 56″ E / 42.414513189079°N,1.16547937011433°E 1423 msnm  |           |                     | Modifica les dades a Wikidata |
|        | borda de la Font     | Saurí              | borda        |                                 | 42° 26′ 36″ N, 1° 03′ 47″ E / 42.4433670524858°N,1.06314719727407°E 1470 msnm |           |                     | Modifica les dades a Wikidata |
|        | borda de la Modesta  | Sort               | borda        | Estat: ruïnós                   | 42° 24′ 24″ N, 1° 08′ 31″ E / 42.406633717548°N,1.1420270876188°E 915 msnm    |           |                     | Modifica les dades a Wikidata |
|        | borda del Clop       | Pernui             | borda        |                                 | 42° 24′ 45″ N, 1° 09′ 19″ E / 42.4124774998141°N,1.15535454224577°E 1140 msnm |           |                     | Modifica les dades a Wikidata |
|        | borda del Forn       | Olp                | borda        |                                 | 42° 25′ 50″ N, 1° 05′ 34″ E / 42.430472°N,1.092735°E 1461 msnm                |           |                     | Modifica les dades a Wikidata |
|        | borda del Forn       | Llarvén            | borda        |                                 | 42° 24′ 28″ N, 1° 04′ 34″ E / 42.407722°N,1.076175°E 1372 msnm                |           |                     | Modifica les dades a Wikidata |
|        | borda del Rei        | Olp                | borda        |                                 | 42° 25′ 46″ N, 1° 05′ 25″ E / 42.429557°N,1.090228°E 1480 msnm                |           |                     | Modifica les dades a Wikidata |
|        | borda del Ritort     | Sort               | borda        |                                 | 42° 24′ 06″ N, 1° 08′ 01″ E / 42.4015904348241°N,1.13370487479594°E 673 msnm  |           |                     | Modifica les dades a Wikidata |
|        | borda del Roi        | Llessui            | borda        |                                 | 42° 27′ 49″ N, 1° 02′ 06″ E / 42.4634725037398°N,1.03489358979969°E 1735 msnm |           |                     | Modifica les dades a Wikidata |
|        | borda del Sorri      | Llessui            | borda        | Estat: localització desconeguda | 42° 28′ 17″ N, 1° 04′ 37″ E / 42.4714367525736°N,1.07702479533328°E           |           |                     | Modifica les dades a Wikidata |
|        | bordes d'Enviny      | Enviny             | borda        | Estat: ruïnós                   | 42° 24′ 46″ N, 1° 04′ 52″ E / 42.412833746636°N,1.0810796481706°E 1587 msnm   |           |                     | Modifica les dades a Wikidata |
|        | bordes de Llarvén    | Llarvén            | borda        |                                 | 42° 24′ 34″ N, 1° 04′ 27″ E / 42.409362°N,1.074089°E 1476 msnm                |           |                     | Modifica les dades a Wikidata |
|        | bordes de Redó       | Pernui             | borda        |                                 | 42° 24′ 58″ N, 1° 09′ 49″ E / 42.41598738983°N,1.1636272236499°E 1355 msnm    |           |                     | Modifica les dades a Wikidata |
|        | bordes del Forn      | Montardit de Dalt  | borda        |                                 | 42° 23′ 48″ N, 1° 05′ 19″ E / 42.396763°N,1.088571°E 1245 msnm                |           |                     | Modifica les dades a Wikidata |
|        | la Cabaneta          | Llessui            | borda cleda  |                                 | 42° 28′ 23″ N, 1° 01′ 25″ E / 42.4731372292192°N,1.02348485959415°E 2117 msnm |           |                     | Modifica les dades a Wikidata |

## carretera
| imatge | Nom     | Ubicat a | instància de | Detalls | coordenades                                              | Protecció | Commons (més fotos) | Dades a WD                    |
| ------ | ------- | -------- | ------------ | ------- | -------------------------------------------------------- | --------- | ------------------- | ----------------------------- |
|        | LV-5222 | Sort     | carretera    |         | 42° 24′ 22″ N, 1° 07′ 43″ E / 42.4061°N,1.12866°E        |           |                     | Modifica les dades a Wikidata |
|        | LV-5223 | Sort     | carretera    |         | 42° 25′ 02″ N, 1° 07′ 57″ E / 42.41711222°N,1.13241667°E |           |                     | Modifica les dades a Wikidata |
|        | LV-5224 | Sort     | carretera    |         | 42° 26′ 33″ N, 1° 07′ 31″ E / 42.44260278°N,1.12541389°E |           |                     | Modifica les dades a Wikidata |

## casa
| imatge | Nom                                | Ubicat a          | instància de | Detalls                                                           | coordenades                                                                                      | Protecció                                  | Commons (més fotos)                | Dades a WD                    |
| ------ | ---------------------------------- | ----------------- | ------------ | ----------------------------------------------------------------- | ------------------------------------------------------------------------------------------------ | ------------------------------------------ | ---------------------------------- | ----------------------------- |
|        | Cal Forn                           | Llarvén           | casa         |                                                                   | 42° 23′ 55″ N, 1° 05′ 45″ E / 42.3987440433778°N,1.09589256020968°E 1008 msnm                    |                                            |                                    | Modifica les dades a Wikidata |
|        | Can Misseret                       | Sort              | casa         | Estil: historicisme arquitectònic 19th century                    | 42° 24′ 41″ N, 1° 07′ 47″ E / 42.411332°N,1.129687°E ca:Pl. Major 692 msnm                       | bé integrant del patrimoni cultural català | Can Misseret                       | Modifica les dades a Wikidata |
|        | Casa Aités                         | Enviny            | casa         | Estil: arquitectura popular 17th century                          | 42° 24′ 08″ N, 1° 06′ 14″ E / 42.402096°N,1.104013°E 1185 msnm                                   | bé integrant del patrimoni cultural català |                                    | Modifica les dades a Wikidata |
|        | Casa Alegre                        | Bernui            | casa         | Estil: arquitectura popular 17th century                          | 42° 26′ 53″ N, 1° 05′ 00″ E / 42.448185°N,1.083365°E 1200 msnm                                   | bé integrant del patrimoni cultural català |                                    | Modifica les dades a Wikidata |
|        | Casa Lladó                         | Saurí             | casa         |                                                                   | 42° 26′ 46″ N, 1° 04′ 21″ E / 42.446167°N,1.072527°E ca:Solar de l'antiga Rectoria 1243 msnm     | bé integrant del patrimoni cultural català |                                    | Modifica les dades a Wikidata |
|        | Casa Sobirà                        | Altron            | casa         | Estil: arquitectura popular                                       | 42° 27′ 00″ N, 1° 06′ 13″ E / 42.449967°N,1.103582°E ca:C. Major 954 msnm                        | bé integrant del patrimoni cultural català |                                    | Modifica les dades a Wikidata |
|        | Casa del General Josep de Moragues | Sort              | casa         | Estil: arquitectura popular 17th century                          | 42° 24′ 44″ N, 1° 07′ 51″ E / 42.412098°N,1.130849°E ca:C. Major 686 msnm                        | bé integrant del patrimoni cultural català | Casa del General Josep de Moragues | Modifica les dades a Wikidata |
|        | Casa el Lel                        | Llessui           | casa         | Estil: arquitectura popular 17th century                          | 42° 27′ 05″ N, 1° 04′ 24″ E / 42.451268°N,1.073312°E ca:Pl. de l'Església 1412 msnm              | bé integrant del patrimoni cultural català |                                    | Modifica les dades a Wikidata |
|        | Torre Emiliana                     | Sort              | casa         | Estil: modernisme català 19th century                             | 42° 24′ 44″ N, 1° 07′ 54″ E / 42.412249°N,1.131531°E ca:Avinguda Comtes del Pallars, 43 685 msnm | bé integrant del patrimoni cultural català | Torre Emiliana                     | Modifica les dades a Wikidata |
|        | casa a la Plaça                    | Montardit de Baix | casa         | Estil: arquitectura neoclàssica arquitectura popular 18th century | 42° 23′ 05″ N, 1° 06′ 57″ E / 42.384615°N,1.115964°E 676 msnm                                    | bé integrant del patrimoni cultural català |                                    | Modifica les dades a Wikidata |
|        | el Castell de Miquel               | Sorre             | casa         |                                                                   | 42° 27′ 11″ N, 1° 05′ 51″ E / 42.4530726486981°N,1.09740893110074°E 1075 msnm                    |                                            |                                    | Modifica les dades a Wikidata |

## castell
| imatge | Nom             | Ubicat a | instància de | Detalls                                                       | coordenades                                                    | Protecció                                            | Commons (més fotos) | Dades a WD                    |
| ------ | --------------- | -------- | ------------ | ------------------------------------------------------------- | -------------------------------------------------------------- | ---------------------------------------------------- | ------------------- | ----------------------------- |
|        | Castell d'Olp   | Olp      | castell      | Estil: arquitectura popular 11st century                      | 42° 25′ 52″ N, 1° 06′ 48″ E / 42.431067°N,1.113348°E 1159 msnm | bé integrant del patrimoni cultural català           |                     | Modifica les dades a Wikidata |
|        | Castell de Sort | Sort     | castell      | Estil: arquitectura romànica arquitectura gòtica 11st century | 42° 24′ 45″ N, 1° 07′ 47″ E / 42.412373°N,1.129826°E 710 msnm  | bé d'interès cultural bé cultural d'interès nacional | Castell de Sort     | Modifica les dades a Wikidata |

## collada
| imatge | Nom                        | Ubicat a                  | instància de | Detalls | coordenades                                                                       | Protecció | Commons (més fotos)        | Dades a WD                    |
| ------ | -------------------------- | ------------------------- | ------------ | ------- | --------------------------------------------------------------------------------- | --------- | -------------------------- | ----------------------------- |
|        | Coll de la Portella        | Sort Rialb                | collada      |         | 42° 30′ 09″ N, 1° 04′ 21″ E / 42.502589°N,1.072577°E 2327 msnm                    |           |                            | Modifica les dades a Wikidata |
|        | Coll del Triador           | Sort la Torre de Cabdella | collada      |         | 42° 27′ 18″ N, 1° 01′ 17″ E / 42.45511111°N,1.02127778°E Serra d'Altars 2108 msnm |           |                            | Modifica les dades a Wikidata |
|        | Collada d'Altars           | la Torre de Cabdella Sort | collada      |         | 42° 26′ 36″ N, 1° 01′ 03″ E / 42.443306°N,1.0175°E 2404 msnm                      |           |                            | Modifica les dades a Wikidata |
|        | Collada de Coma Plana      | Sort la Torre de Cabdella | collada      |         | 42° 29′ 44″ N, 1° 01′ 23″ E / 42.49552°N,1.022961°E 2698 msnm                     |           |                            | Modifica les dades a Wikidata |
|        | Collada de Solati          | Sort                      | collada      |         | 42° 26′ 07″ N, 1° 05′ 32″ E / 42.435251°N,1.092283°E 1449 msnm                    |           |                            | Modifica les dades a Wikidata |
|        | Collada de la Coma d'Espòs | Sort la Torre de Cabdella | collada      |         | 42° 30′ 37″ N, 1° 01′ 39″ E / 42.510394°N,1.027561°E 2638 msnm                    |           | Collada de la Coma d'Espòs | Modifica les dades a Wikidata |
|        | Collada de les Forques     | Baix Pallars Sort         | collada      |         | 42° 24′ 54″ N, 1° 02′ 40″ E / 42.415059°N,1.044529°E 2191 msnm                    |           |                            | Modifica les dades a Wikidata |
|        | Collada dels Escaubells    | Baix Pallars Sort         | collada      |         | 42° 24′ 45″ N, 1° 02′ 45″ E / 42.41240556°N,1.04579167°E 2219 msnm                |           |                            | Modifica les dades a Wikidata |
|        | Colletó de la Portella     | Llessui Rialb             | collada      |         | 42° 29′ 42″ N, 1° 04′ 29″ E / 42.495088°N,1.074761°E 2265 msnm                    |           |                            | Modifica les dades a Wikidata |
|        | el Collet                  | Sort                      | collada      |         | 42° 28′ 30″ N, 1° 02′ 09″ E / 42.474882°N,1.035727°E 2080 msnm                    |           |                            | Modifica les dades a Wikidata |

## comunidor
| imatge | Nom                                                       | Ubicat a          | instància de | Detalls                                  | coordenades                                                                                              | Protecció                                  | Commons (més fotos)                             | Dades a WD                    |
| ------ | --------------------------------------------------------- | ----------------- | ------------ | ---------------------------------------- | --- | ------------------------------------------ | ----------------------------------------------- | ----------------------------- |
|        | Comunidor de Sant Víctor de Saurí                         | Saurí             | comunidor    | Estil: arquitectura popular 17th century | 42° 26′ 45″ N, 1° 04′ 21″ E / 42.445967°N,1.072486°E ca:Recinte cementiri adossat a l'església 1239 msnm | bé integrant del patrimoni cultural català | Comunidor de Sant Víctor de Saurí               | Modifica les dades a Wikidata |
|        | Comunidor de l'església de la Mare de Déu de la Candelera | Enviny            | comunidor    | Estil: arquitectura popular 17th century | 42° 24′ 04″ N, 1° 06′ 15″ E / 42.40102°N,1.10422°E ca:A tocar de l'església de la Candelera 1149 msnm    | bé integrant del patrimoni cultural català |                                                 | Modifica les dades a Wikidata |
|        | Comunidor de l'església parroquial de Santa Cecília       | Montardit de Dalt | comunidor    | Estil: arquitectura popular 17th century | 42° 23′ 40″ N, 1° 06′ 18″ E / 42.394307°N,1.104912°E ca:Pl. de l'Església 943 msnm                       | bé integrant del patrimoni cultural català | Comunidor de Santa Cecília de Montardit de Dalt | Modifica les dades a Wikidata |

## curs d'aigua
| imatge | Nom                                | Ubicat a                                         | instància de | Detalls                                      | coordenades | Protecció | Commons (més fotos)    | Dades a WD                    |
| ------ | ---------------------------------- | ------------------------------------------------ | ------------ | -------------------------------------------- | --- | --------- | ---------------------- | ----------------------------- |
|        | Barranc d'Altron                   | Sort                                             | curs d'aigua | Desemboca: torrent de Sant Antoni            | 42° 26′ 46″ N, 1° 05′ 34″ E / 42.44598111111111°N,1.092821111111111°E 42° 27′ 11″ N, 1° 06′ 29″ E / 42.453174°N,1.10818°E |           |                        | Modifica les dades a Wikidata |
|        | Barranc d'Insi                     | Sort                                             | curs d'aigua | Desemboca: Barranc de Montardit Llarg: 1.3km | 42° 23′ 55″ N, 1° 04′ 04″ E / 42.398573°N,1.067904°E 42° 24′ 20″ N, 1° 04′ 56″ E / 42.405539°N,1.082132°E                 |           |                        | Modifica les dades a Wikidata |
|        | Barranc de Cabristà                | Sort                                             | curs d'aigua | Desemboca: Barranc de Montardit Llarg: 2.3km | 42° 25′ 14″ N, 1° 02′ 55″ E / 42.420472°N,1.048635°E 42° 24′ 32″ N, 1° 04′ 09″ E / 42.408946°N,1.069189°E                 |           |                        | Modifica les dades a Wikidata |
|        | Barranc de Montardit               | Sort                                             | curs d'aigua | Desemboca: Noguera Pallaresa Llarg: 5.6km    | 42° 24′ 32″ N, 1° 04′ 09″ E / 42.408946°N,1.069189°E 42° 22′ 47″ N, 1° 06′ 56″ E / 42.379619°N,1.115687°E                 |           |                        | Modifica les dades a Wikidata |
|        | Barranc de Pamano                  | Sort                                             | curs d'aigua | Desemboca: Barranc d'Altron Llarg: 8.5km     | 42° 28′ 45″ N, 1° 01′ 23″ E / 42.479084°N,1.023121°E 42° 26′ 46″ N, 1° 05′ 34″ E / 42.445981°N,1.092821°E                 |           | Barranc de Pamano      | Modifica les dades a Wikidata |
|        | Barranc de la Font de Llessiu      | Sort                                             | curs d'aigua | Desemboca: barranc de la Pietat              | 42° 24′ 57″ N, 1° 05′ 32″ E / 42.415759°N,1.09216°E 42° 25′ 06″ N, 1° 06′ 50″ E / 42.418443°N,1.113907°E                  |           |                        | Modifica les dades a Wikidata |
|        | Barranc de la Font des Vistes      | Sort                                             | curs d'aigua | Desemboca: Barranc de Pamano                 | 42° 27′ 43″ N, 1° 01′ 28″ E / 42.461933°N,1.024418°E 42° 27′ 51″ N, 1° 01′ 51″ E / 42.464089°N,1.030912°E                 |           |                        | Modifica les dades a Wikidata |
|        | Barranc de la Solaneta des Guineus | Sort                                             | curs d'aigua | Desemboca: Barranc de Pamano                 | 42° 27′ 54″ N, 1° 01′ 16″ E / 42.465096°N,1.021178°E 42° 27′ 54″ N, 1° 01′ 49″ E / 42.465067°N,1.030191°E                 |           |                        | Modifica les dades a Wikidata |
|        | Barranc del Bonyente               | Sort                                             | curs d'aigua | Desemboca: Barranc de Pamano                 | 42° 28′ 07″ N, 1° 02′ 14″ E / 42.468555°N,1.037186°E 42° 27′ 48″ N, 1° 02′ 08″ E / 42.463196°N,1.035553°E                 |           |                        | Modifica les dades a Wikidata |
|        | Barranc del Triador                | Sort                                             | curs d'aigua | Desemboca: Barranc de Pamano                 | 42° 27′ 14″ N, 1° 01′ 18″ E / 42.45376°N,1.021802°E 42° 27′ 43″ N, 1° 02′ 15″ E / 42.461966°N,1.037391°E                  |           |                        | Modifica les dades a Wikidata |
|        | Noguera Pallaresa                  | Vall d'Aran Pallars Sobirà Pallars Jussà Noguera | curs d'aigua | Desemboca: Segre Llarg: 154km Conca: 2820km² | 41° 54′ 23″ N, 0° 53′ 24″ E / 41.9064°N,0.8901°E 42° 42′ 43″ N, 0° 56′ 58″ E / 42.71185°N,0.94951944444444°E              |           | Noguera Pallaresa      | Modifica les dades a Wikidata |
|        | barranc de la Pietat               | Sort                                             | curs d'aigua | Desemboca: Noguera Pallaresa                 | |           |                        | Modifica les dades a Wikidata |
|        | llau de les Roques                 | Sort                                             | curs d'aigua | Desemboca: Barranc de Montardit Llarg: 1.6km | 42° 24′ 27″ N, 1° 03′ 00″ E / 42.407614°N,1.050097°E 42° 24′ 32″ N, 1° 04′ 09″ E / 42.408942°N,1.069208°E                 |           |                        | Modifica les dades a Wikidata |
|        | torrent de Sant Antoni             | Sort Rialb                                       | curs d'aigua | Desemboca: Noguera Pallaresa                 | 42° 27′ 11″ N, 1° 06′ 29″ E / 42.453174°N,1.10818°E 42° 26′ 28″ N, 1° 08′ 09″ E / 42.441204°N,1.135806°E                  |           | Torrent de Sant Antoni | Modifica les dades a Wikidata |

## edifici
| imatge | Nom                                 | Ubicat a           | instància de   | Detalls                                  | coordenades | Protecció                                  | Commons (més fotos)          | Dades a WD                    |
| ------ | ----------------------------------- | ------------------ | -------------- | ---------------------------------------- | --- | ------------------------------------------ | ---------------------------- | ----------------------------- |
|        | Antic Hostal Pessets                | Sort               | edifici        | Estil: arquitectura modernista           | 42° 24′ 41″ N, 1° 07′ 50″ E / 42.41148691923812°N,1.130551794305734°E ca:Avinguda dels Comtes de Pallars, 29, 25560 Sort, Lleida | bé integrant del patrimoni cultural català | Antic Hostal Pessets         | Modifica les dades a Wikidata |
|        | Arcada de l'abeurador               | la Bastida de Sort | edifici        | Estil: arquitectura popular              | 42° 25′ 32″ N, 1° 07′ 51″ E / 42.425622°N,1.130956°E 746 msnm                                                                    | bé integrant del patrimoni cultural català | Arcada de l'abeurador (Sort) | Modifica les dades a Wikidata |
|        | Central Vella de Sort               | Sort               | edifici        | Estil: arquitectura popular 20th century | 42° 25′ 01″ N, 1° 07′ 57″ E / 42.416952°N,1.132613°E ca:Ctra. Esterri d'Àneu, 2 694 msnm                                         | bé cultural d'interès local                |                              | Modifica les dades a Wikidata |
|        | Consell Comarcal del Pallars Sobirà | Sort               | edifici        |                                          | 42° 24′ 43″ N, 1° 07′ 49″ E / 42.4120161938158°N,1.13022381218734°E                                                              |                                            |                              | Modifica les dades a Wikidata |
|        | Granja de Macià                     | Bressui            | edifici granja | Estat: localització desconeguda          | 42° 24′ 28″ N, 1° 07′ 31″ E / 42.4077202838001°N,1.12524759601425°E                                                              |                                            |                              | Modifica les dades a Wikidata |
|        | Grup de 62 apartaments              | Llessui            | edifici        | 1976                                     | 42° 27′ 08″ N, 1° 04′ 31″ E / 42.452338°N,1.075362°E 1412 msnm                                                                   | bé integrant del patrimoni cultural català | Grup de 62 apartaments       | Modifica les dades a Wikidata |

## entitat singular de població
| imatge | Nom                | Ubicat a | instància de                                   | Detalls  | coordenades                                                                        | Protecció | Commons (més fotos) | Dades a WD                    |
| ------ | ------------------ | -------- | ---------------------------------------------- | -------- | ---------------------------------------------------------------------------------- | --------- | ------------------- | ----------------------------- |
|        | Altron             | Sort     | entitat singular de població                   | 50 hab   | 42° 27′ 02″ N, 1° 06′ 14″ E / 42.450549°N,1.103813°E 955.9 msnm                    |           | Altron (Sort)       | Modifica les dades a Wikidata |
|        | Bernui             | Sort     | entitat singular de població                   | 17 hab   | 42° 26′ 58″ N, 1° 05′ 04″ E / 42.44948333°N,1.084515°E 1209.4 msnm                 |           | Bernui              | Modifica les dades a Wikidata |
|        | Bressui            | Sort     | entitat singular de població                   | 18 hab   | 42° 24′ 29″ N, 1° 07′ 26″ E / 42.40806111°N,1.12385278°E 844.4 msnm                |           |                     | Modifica les dades a Wikidata |
|        | Castellviny        | Sort     | entitat singular de població                   | 5 hab    | 42° 25′ 22″ N, 1° 07′ 00″ E / 42.422913°N,1.11678°E 1027.2 msnm                    |           | Castellviny         | Modifica les dades a Wikidata |
|        | Enviny             | Sort     | entitat singular de població                   | 33 hab   | 42° 24′ 08″ N, 1° 06′ 13″ E / 42.402115°N,1.103645°E 1198 msnm                     |           | Enviny              | Modifica les dades a Wikidata |
|        | Llarvén            | Sort     | entitat singular de població                   | 10 hab   | 42° 24′ 03″ N, 1° 05′ 38″ E / 42.400811°N,1.09398°E 1087.1 msnm                    |           | Llarvén             | Modifica les dades a Wikidata |
|        | Llessui            | Sort     | entitat singular de població                   | 102 hab  | 42° 27′ 09″ N, 1° 04′ 26″ E / 42.45244611°N,1.07401667°E 1417.3 msnm               |           | Llessui             | Modifica les dades a Wikidata |
|        | Montardit de Baix  | Sort     | entitat singular de població                   | 102 hab  | 42° 23′ 08″ N, 1° 07′ 01″ E / 42.38552278°N,1.11704778°E 671.2 msnm                |           |                     | Modifica les dades a Wikidata |
|        | Montardit de Dalt  | Sort     | entitat singular de població                   | 46 hab   | 42° 23′ 41″ N, 1° 06′ 16″ E / 42.39469°N,1.104497°E 963.1 msnm                     |           | Montardit de Dalt   | Modifica les dades a Wikidata |
|        | Olp                | Sort     | entitat singular de població                   | 58 hab   | 42° 25′ 49″ N, 1° 06′ 52″ E / 42.430278°N,1.114444°E 1100 msnm                     |           | Olp                 | Modifica les dades a Wikidata |
|        | Pujalt             | Sort     | entitat singular de població                   | 31 hab   | 42° 24′ 59″ N, 1° 06′ 40″ E / 42.416338°N,1.111234°E 1163.5 msnm                   |           | Pujalt (Enviny)     | Modifica les dades a Wikidata |
|        | Saurí              | Sort     | entitat singular de població                   | 23 hab   | 42° 26′ 46″ N, 1° 04′ 22″ E / 42.446038°N,1.072651°E 1216.2 msnm                   |           | Saurí               | Modifica les dades a Wikidata |
|        | Sorre              | Sort     | entitat singular de població                   | 13 hab   | 42° 27′ 10″ N, 1° 05′ 54″ E / 42.45266111111111°N,1.0982888888888889°E 955.9 msnm  |           | Sorre               | Modifica les dades a Wikidata |
|        | Sort               | Sort     | entitat singular de població capital municipal | 1718 hab | 42° 24′ 36″ N, 1° 07′ 43″ E / 42.410086°N,1.128661°E 692 msnm                      |           | Sort                | Modifica les dades a Wikidata |
|        | la Bastida de Sort | Sort     | entitat singular de població                   | 32 hab   | 42° 25′ 32″ N, 1° 07′ 49″ E / 42.425494444444446°N,1.1302583333333334°E 748.6 msnm |           | La Bastida de Sort  | Modifica les dades a Wikidata |

## església
| imatge | Nom                                  | Ubicat a           | instància de              | Detalls                                                                      | coordenades                                                                                               | Protecció                                  | Commons (més fotos)                  | Dades a WD                    |
| ------ | ------------------------------------ | ------------------ | ------------------------- | ---------------------------------------------------------------------------- | --- | ------------------------------------------ | ------------------------------------ | ----------------------------- |
|        | Mare de Déu de la Candelera d'Enviny | Enviny             | església                  | Estil: arquitectura romànica arquitectura popular 12nd century               | 42° 24′ 03″ N, 1° 06′ 13″ E / 42.400936°N,1.103607°E 1149 msnm                                            | bé integrant del patrimoni cultural català | Mare de Déu de la Candelera d'Enviny | Modifica les dades a Wikidata |
|        | Mare de Déu de la Candelera d'Olp    | Olp                | església                  | Estil: arquitectura popular                                                  | 42° 25′ 49″ N, 1° 06′ 53″ E / 42.430199°N,1.114718°E 1094 msnm                                            | bé cultural d'interès local                | Mare de Déu de la Candelera d'Olp    | Modifica les dades a Wikidata |
|        | Mare de Déu del Roser de Llarvén     | Llarvén            | església                  | Estat: ruïnós                                                                | 42° 23′ 57″ N, 1° 05′ 44″ E / 42.399295°N,1.095466°E Cal Forn 1018 msnm                                   |                                            |                                      | Modifica les dades a Wikidata |
|        | Mare de Déu del Soler                | Enviny             | església                  | Estil: arquitectura romànica arquitectura barroca 12nd century               | 42° 23′ 31″ N, 1° 07′ 29″ E / 42.392034°N,1.124647°E ca:Prop de l'hostal Nou, sobre la carretera 705 msnm | bé integrant del patrimoni cultural català | Mare de Déu del Soler                | Modifica les dades a Wikidata |
|        | Sant Andreu de la Borda d'Orteu      | Olp                | església                  | Estat: ruïnós                                                                | 42° 25′ 52″ N, 1° 07′ 37″ E / 42.431096°N,1.127003°E borda d'Orteu 845 msnm                               |                                            |                                      | Modifica les dades a Wikidata |
|        | Sant Antoni de Sorre                 | Sorre              | església                  | Estat: ruïnós                                                                | 42° 27′ 12″ N, 1° 05′ 53″ E / 42.4534°N,1.09792°E 1076 msnm                                               |                                            |                                      | Modifica les dades a Wikidata |
|        | Sant Clem d'Enviny                   | Enviny             | església                  | Estat: ruïnós                                                                | 42° 23′ 54″ N, 1° 07′ 10″ E / 42.398318°N,1.119522°E 907 msnm                                             |                                            |                                      | Modifica les dades a Wikidata |
|        | Sant Esteve de Castellviny           | Castellviny        | església                  | Estil: arquitectura romànica arquitectura gòtica 10th century                | 42° 25′ 23″ N, 1° 07′ 00″ E / 42.422942°N,1.116758°E 1127 msnm                                            | bé integrant del patrimoni cultural català | Sant Esteve de Castellviny           | Modifica les dades a Wikidata |
|        | Sant Esteve de Meneurí               | Saurí              | església                  | Estil: arquitectura romànica 10th century                                    | 42° 26′ 37″ N, 1° 04′ 10″ E / 42.443592°N,1.069527°E ca:A ponent de Saurí 1241 msnm                       | bé integrant del patrimoni cultural català | Sant Esteve de Meneurí               | Modifica les dades a Wikidata |
|        | Sant Esteve de Sorre                 | Sorre              | església                  | Estil: arquitectura romànica arquitectura popular 11st century               | 42° 27′ 10″ N, 1° 05′ 51″ E / 42.452808°N,1.097595°E ca:C. de l'Església 1074 msnm                        | bé integrant del patrimoni cultural català | Sant Esteve de Sorre                 | Modifica les dades a Wikidata |
|        | Sant Feliu de Sort                   | Sort               | església                  | Estil: arquitectura barroca arquitectura popular 18th century                | 42° 24′ 40″ N, 1° 07′ 46″ E / 42.41115°N,1.129334°E ca:Pl. de l'Església 695 msnm                         | bé cultural d'interès local                | Església de Sant Feliu de Sort       | Modifica les dades a Wikidata |
|        | Sant Germà de Pernui                 | Pernui             | església                  |                                                                              | 42° 24′ 52″ N, 1° 08′ 32″ E / 42.414477°N,1.142258°E 1037 msnm                                            |                                            |                                      | Modifica les dades a Wikidata |
|        | Sant Josep d'Olp                     | Olp                | església                  | Estil: arquitectura popular                                                  | 42° 26′ 13″ N, 1° 07′ 20″ E / 42.43703°N,1.122139°E 1098 msnm                                             | bé integrant del patrimoni cultural català | Sant Josep d'Olp                     | Modifica les dades a Wikidata |
|        | Sant Julià de la Torre               | Llessui            | església                  | Estil: arquitectura romànica 12nd century                                    | 42° 27′ 06″ N, 1° 04′ 35″ E / 42.451797°N,1.076397°E ca:Veïnat de la Torre 1394 msnm                      | bé integrant del patrimoni cultural català | Sant Julià de la Torre               | Modifica les dades a Wikidata |
|        | Sant Martí de la Bastida de Sort     | la Bastida de Sort | església                  | Estil: arquitectura popular 18th century                                     | 42° 25′ 32″ N, 1° 07′ 53″ E / 42.425433°N,1.131261°E 742 msnm                                             | bé integrant del patrimoni cultural català | Sant Martí de la Bastida de Sort     | Modifica les dades a Wikidata |
|        | Sant Miquel d'Enviny                 | Enviny             | església ermita           | Estil: arquitectura romànica                                                 | 42° 23′ 57″ N, 1° 06′ 09″ E / 42.39915°N,1.102475°E 1094 msnm                                             |                                            |                                      | Modifica les dades a Wikidata |
|        | Sant Miquel de Bressui               | Bressui            | església                  |                                                                              | 42° 24′ 24″ N, 1° 07′ 23″ E / 42.406697°N,1.122962°E 840 msnm                                             |                                            |                                      | Modifica les dades a Wikidata |
|        | Sant Pere d'Olp                      | Olp                | església                  | Estat: ruïnós                                                                | 42° 25′ 51″ N, 1° 07′ 17″ E / 42.4309°N,1.12126°E 1017 msnm                                               |                                            |                                      | Modifica les dades a Wikidata |
|        | Sant Pere de Llessui                 | Llessui            | església                  | Estil: arquitectura romànica arquitectura gòtica 12nd century                | 42° 27′ 05″ N, 1° 04′ 25″ E / 42.45131°N,1.073748°E ca:Pl. Església 1405 msnm                             | bé integrant del patrimoni cultural català | Sant Pere de Llessui                 | Modifica les dades a Wikidata |
|        | Sant Pere de Pujalt                  | Pujalt             | església                  | 20th century                                                                 | 42° 24′ 59″ N, 1° 06′ 37″ E / 42.416292°N,1.110194°E 1161 msnm                                            | bé integrant del patrimoni cultural català | Sant Pere de Pujalt                  | Modifica les dades a Wikidata |
|        | Sant Pere de l'Hostal                | Montardit de Baix  | església                  | Estil: arquitectura popular                                                  | 42° 23′ 07″ N, 1° 06′ 55″ E / 42.385195°N,1.115351°E 714 msnm                                             | bé integrant del patrimoni cultural català |                                      | Modifica les dades a Wikidata |
|        | Sant Roc d'Enviny                    | Enviny             | església                  | Estil: arquitectura romànica arquitectura popular 11st century Estat: ruïnós | 42° 24′ 16″ N, 1° 06′ 23″ E / 42.404557°N,1.106369°E ca:Serrat de la Pala 1300 msnm                       | bé integrant del patrimoni cultural català |                                      | Modifica les dades a Wikidata |
|        | Sant Salvador de Llessui             | Llessui            | església                  | Estat: ruïnós                                                                | 42° 26′ 53″ N, 1° 04′ 29″ E / 42.448035°N,1.074826°E 1335 msnm                                            |                                            |                                      | Modifica les dades a Wikidata |
|        | Sant Sebastià de Sort                | Sort               | església                  |                                                                              | 42° 24′ 42″ N, 1° 07′ 45″ E / 42.411575°N,1.12925833°E 694 msnm                                           |                                            |                                      | Modifica les dades a Wikidata |
|        | Sant Serni d'Altron                  | Altron             | església                  | Estil: arquitectura popular 18th century                                     | 42° 27′ 02″ N, 1° 06′ 14″ E / 42.450616°N,1.103784°E ca:Pl. de l'Església 953 msnm                        | bé integrant del patrimoni cultural català | Sant Serni d'Altron                  | Modifica les dades a Wikidata |
|        | Sant Víctor de Saurí                 | Saurí              | església                  | Estil: arquitectura popular 18th century                                     | 42° 26′ 46″ N, 1° 04′ 22″ E / 42.44602°N,1.072655°E 1234 msnm                                             | bé cultural d'interès local                | Sant Víctor de Saurí                 | Modifica les dades a Wikidata |
|        | Santa Anna de Sorre                  | Sorre              | església edifici històric |                                                                              | 42° 27′ 34″ N, 1° 06′ 03″ E / 42.459401°N,1.100768°E 1095 msnm                                            |                                            |                                      | Modifica les dades a Wikidata |
|        | Santa Anna de Sort                   | Sort               | església                  |                                                                              | 42° 24′ 42″ N, 1° 07′ 45″ E / 42.411575°N,1.12925833°E 694 msnm                                           |                                            |                                      | Modifica les dades a Wikidata |
|        | Santa Cecília de Montardit de Dalt   | Montardit de Dalt  | església                  | Estil: arquitectura popular 17th century                                     | 42° 23′ 40″ N, 1° 06′ 17″ E / 42.394354°N,1.10471°E ca:Pl. de l'Església 943 msnm                         | bé integrant del patrimoni cultural català | Santa Cecília de Montardit de Dalt   | Modifica les dades a Wikidata |
|        | Santa Coloma de Llarvén              | Llarvén            | església                  | Estil: arquitectura popular 18th century                                     | 42° 24′ 02″ N, 1° 05′ 37″ E / 42.400588°N,1.093742°E ca:Placeta de l'Església 1094 msnm                   | bé integrant del patrimoni cultural català | Santa Coloma de Llarvén              | Modifica les dades a Wikidata |
|        | Santa Creu d'Enviny                  | Montardit de Dalt  | església                  |                                                                              | 42° 23′ 35″ N, 1° 05′ 53″ E / 42.392943°N,1.097948°E 1014 msnm                                            |                                            |                                      | Modifica les dades a Wikidata |
|        | Santa Llúcia de Casa Aytés           | Enviny             | església                  | Estil: arquitectura popular 18th century                                     | 42° 24′ 07″ N, 1° 06′ 18″ E / 42.40206556°N,1.104975°E ca:Casa Aytés 1149 msnm                            | bé integrant del patrimoni cultural català |                                      | Modifica les dades a Wikidata |
|        | Santa Maria de Bernui                | Bernui             | església                  | Estil: arquitectura romànica 11st century                                    | 42° 26′ 54″ N, 1° 04′ 59″ E / 42.448393°N,1.083116°E 1206 msnm                                            | bé integrant del patrimoni cultural català | Santa Maria de Bernui                | Modifica les dades a Wikidata |
|        | Santa Teresa de Casa Joan Martí      | Llarvén            | església                  |                                                                              | 42° 24′ 03″ N, 1° 05′ 38″ E / 42.400877°N,1.093899°E 1094 msnm                                            |                                            |                                      | Modifica les dades a Wikidata |
|        | capella de Sant Cosme i Sant Damià   | Sort               | església capella          | Estil: arquitectura popular                                                  | 42° 24′ 45″ N, 1° 07′ 54″ E / 42.412605°N,1.131545°E                                                      | bé cultural d'interès local                |                                      | Modifica les dades a Wikidata |
|        | el Sant Crist de Montardit de Dalt   | Montardit de Dalt  | església                  | Estat: ruïnós                                                                | 42° 23′ 39″ N, 1° 06′ 18″ E / 42.394195°N,1.105056°E 943.6 msnm                                           |                                            |                                      | Modifica les dades a Wikidata |
|        | el Sant Crist nou de Sort            | Sort               | església                  |                                                                              | 42° 24′ 01″ N, 1° 07′ 43″ E / 42.400291°N,1.128692°E 707.7 msnm                                           |                                            |                                      | Modifica les dades a Wikidata |
|        | el Sant Crist vell de Sort           | Sort               | església                  | Estat: ruïnós                                                                | 42° 24′ 41″ N, 1° 07′ 46″ E / 42.411367°N,1.129488°E 698 msnm                                             |                                            |                                      | Modifica les dades a Wikidata |
|        | la Immaculada de Casa Bolunya        | Saurí              | església capella          |                                                                              | 42° 26′ 45″ N, 1° 04′ 23″ E / 42.445739°N,1.073077°E 1234 msnm                                            |                                            |                                      | Modifica les dades a Wikidata |
|        | la Immaculada de Casa Sobirana       | Altron             | església capella          |                                                                              | 42° 27′ 01″ N, 1° 06′ 13″ E / 42.450322°N,1.103674°E 953 msnm                                             |                                            |                                      | Modifica les dades a Wikidata |

## font
| imatge | Nom                   | Ubicat a           | instància de | Detalls | coordenades                                                                   | Protecció | Commons (més fotos) | Dades a WD                    |
| ------ | --------------------- | ------------------ | ------------ | ------- | ----------------------------------------------------------------------------- | --------- | ------------------- | ----------------------------- |
|        | Font Grossa           | Llessui            | font         |         | 42° 29′ 53″ N, 1° 02′ 59″ E / 42.498144°N,1.04971°E 2125 msnm                 |           |                     | Modifica les dades a Wikidata |
|        | Font Mentidera        | Saurí              | font         |         | 42° 25′ 51″ N, 1° 03′ 12″ E / 42.430933°N,1.053275°E 1890 msnm                |           |                     | Modifica les dades a Wikidata |
|        | Font Vella            | Altron             | font         |         | 42° 26′ 57″ N, 1° 06′ 03″ E / 42.449243°N,1.100838°E 945 msnm                 |           |                     | Modifica les dades a Wikidata |
|        | font d'Estanyos       | la Bastida de Sort | font         |         | 42° 25′ 16″ N, 1° 07′ 47″ E / 42.4210772360758°N,1.12976004780682°E 757 msnm  |           |                     | Modifica les dades a Wikidata |
|        | font de Cabristà      | Enviny             | font         |         | 42° 25′ 10″ N, 1° 02′ 59″ E / 42.4195362923494°N,1.0497456638055°E 2000 msnm  |           |                     | Modifica les dades a Wikidata |
|        | font de Cassant       | Llessui            | font         |         | 42° 27′ 23″ N, 1° 03′ 31″ E / 42.456475°N,1.05852°E 1760 msnm                 |           |                     | Modifica les dades a Wikidata |
|        | font de Pardina       | Llessui            | font         |         | 42° 27′ 50″ N, 1° 05′ 29″ E / 42.4637509652564°N,1.09132033817449°E 1160 msnm |           |                     | Modifica les dades a Wikidata |
|        | font de la Matraca    | Sort               | font         |         | 42° 24′ 14″ N, 1° 08′ 18″ E / 42.403781586094°N,1.1383059939265°E 758 msnm    |           |                     | Modifica les dades a Wikidata |
|        | font de les Boïgues   | Saurí              | font         |         | 42° 26′ 13″ N, 1° 02′ 17″ E / 42.4369672575007°N,1.03792278271473°E 1865 msnm |           |                     | Modifica les dades a Wikidata |
|        | font del Fener Dolent | Saurí              | font         |         | 42° 25′ 23″ N, 1° 03′ 53″ E / 42.4229413510521°N,1.06467571864587°E 2000 msnm |           |                     | Modifica les dades a Wikidata |
|        | font del Triador      | Llessui            | font         |         | 42° 27′ 16″ N, 1° 01′ 29″ E / 42.4543806816441°N,1.02463439734855°E 2036 msnm |           |                     | Modifica les dades a Wikidata |
|        | font dels Plans       | Enviny             | font         |         | 42° 25′ 04″ N, 1° 04′ 01″ E / 42.417901°N,1.066853°E 1770 msnm                |           |                     | Modifica les dades a Wikidata |
|        | font des Vistes       | Llessui            | font         |         | 42° 27′ 44″ N, 1° 01′ 30″ E / 42.4622750415575°N,1.02495779586123°E 1975 msnm |           |                     | Modifica les dades a Wikidata |

## forn de calç
| imatge | Nom              | Ubicat a | instància de | Detalls          | coordenades                                                           | Protecció | Commons (més fotos) | Dades a WD                    |
| ------ | ---------------- | -------- | ------------ | ---------------- | --------------------------------------------------------------------- | --------- | ------------------- | ----------------------------- |
|        | forn de calç 600 | Sort     | forn de calç | Estat: bon estat | 42° 24′ 50″ N, 1° 07′ 13″ E / 42.413952708682°N,1.1203343182742°E     |           |                     | Modifica les dades a Wikidata |
|        | forn de calç 688 | Sort     | forn de calç | Estat: bon estat | 42° 25′ 07″ N, 1° 08′ 05″ E / 42.41847683462851°N,1.134847198493281°E |           |                     | Modifica les dades a Wikidata |

## indret
| imatge | Nom                      | Ubicat a           | instància de | Detalls | coordenades                                                                   | Protecció | Commons (més fotos) | Dades a WD                    |
| ------ | ------------------------ | ------------------ | ------------ | ------- | ----------------------------------------------------------------------------- | --------- | ------------------- | ----------------------------- |
|        | Bago de Llessui          | Llessui            | indret       |         | 42° 27′ 43″ N, 1° 04′ 52″ E / 42.461898°N,1.081216°E 1475 msnm                |           |                     | Modifica les dades a Wikidata |
|        | Baixant Gran             | Llessui            | indret       |         | 42° 26′ 50″ N, 1° 02′ 41″ E / 42.447132°N,1.044632°E 1775 msnm                |           |                     | Modifica les dades a Wikidata |
|        | Bony de Vicent           | Saurí              | indret       |         | 42° 26′ 07″ N, 1° 04′ 08″ E / 42.435177°N,1.068979°E 1587 msnm                |           |                     | Modifica les dades a Wikidata |
|        | Bordes d'Olp             | Olp                | indret       |         | 42° 25′ 52″ N, 1° 05′ 52″ E / 42.4311071882398°N,1.09789128680154°E 1466 msnm |           |                     | Modifica les dades a Wikidata |
|        | Bosc de Costa Negra      | Pernui             | indret bosc  |         | 42° 25′ 11″ N, 1° 11′ 00″ E / 42.41979°N,1.183438°E 1975 msnm                 |           |                     | Modifica les dades a Wikidata |
|        | Bosc de Montardit        | Montardit de Dalt  | indret bosc  |         | 42° 23′ 10″ N, 1° 05′ 28″ E / 42.385992°N,1.091184°E 1225 msnm                |           |                     | Modifica les dades a Wikidata |
|        | Bosc de l'Aubaga         | Sort               | indret bosc  |         | 42° 24′ 26″ N, 1° 09′ 09″ E / 42.40727°N,1.152628°E 1175 msnm                 |           |                     | Modifica les dades a Wikidata |
|        | Bosc de la Masia         | Montardit de Baix  | indret bosc  |         | 42° 22′ 44″ N, 1° 06′ 07″ E / 42.378814°N,1.101933°E 950 msnm                 |           |                     | Modifica les dades a Wikidata |
|        | Campforcado              | Olp                | indret       |         | 42° 25′ 50″ N, 1° 06′ 01″ E / 42.430639°N,1.100347°E 1393 msnm                |           |                     | Modifica les dades a Wikidata |
|        | Campolado                | Llessui            | indret       |         | 42° 27′ 43″ N, 1° 04′ 01″ E / 42.46189°N,1.067031°E 1700 msnm                 |           |                     | Modifica les dades a Wikidata |
|        | Canal dels Estanys       | Llessui            | indret coma  |         | 42° 30′ 56″ N, 1° 01′ 56″ E / 42.515654°N,1.032106°E 2440 msnm                |           |                     | Modifica les dades a Wikidata |
|        | Clot de Fontalada        | Llessui            | indret       |         | 42° 28′ 34″ N, 1° 01′ 43″ E / 42.47618°N,1.028721°E 2050 msnm                 |           |                     | Modifica les dades a Wikidata |
|        | Clot de Montorroio       | Llessui            | indret       |         | 42° 29′ 59″ N, 1° 02′ 27″ E / 42.499693°N,1.040908°E 2450 msnm                |           |                     | Modifica les dades a Wikidata |
|        | Clot del Ventader        | Enviny             | indret       |         | 42° 24′ 29″ N, 1° 04′ 02″ E / 42.40817°N,1.06716°E 1575 msnm                  |           |                     | Modifica les dades a Wikidata |
|        | Coma Llobatera           | Saurí              | indret coma  |         | 42° 25′ 41″ N, 1° 03′ 00″ E / 42.427986°N,1.05012°E 2000 msnm                 |           |                     | Modifica les dades a Wikidata |
|        | Comamaire                | Llessui            | indret coma  |         | 42° 27′ 54″ N, 1° 02′ 43″ E / 42.465042°N,1.045313°E 1850 msnm                |           |                     | Modifica les dades a Wikidata |
|        | Comamenre                | Llessui            | indret coma  |         | 42° 27′ 51″ N, 1° 03′ 06″ E / 42.464183°N,1.051786°E 1850 msnm                |           |                     | Modifica les dades a Wikidata |
|        | Costa de Roca Penjada    | Pernui             | indret       |         | 42° 25′ 40″ N, 1° 09′ 08″ E / 42.427718°N,1.152167°E 1400 msnm                |           |                     | Modifica les dades a Wikidata |
|        | Costa del Pago           | Llarvén            | indret       |         | 42° 24′ 02″ N, 1° 05′ 20″ E / 42.400421°N,1.088988°E 1175 msnm                |           |                     | Modifica les dades a Wikidata |
|        | Costes de la Font Grossa | Llessui            | indret       |         | 42° 30′ 06″ N, 1° 02′ 57″ E / 42.501591°N,1.049207°E 2250 msnm                |           |                     | Modifica les dades a Wikidata |
|        | Costes del Riu           | Montardit de Dalt  | indret       |         | 42° 23′ 51″ N, 1° 07′ 19″ E / 42.397589°N,1.121863°E 850 msnm                 |           |                     | Modifica les dades a Wikidata |
|        | Cresta de l'Avió         | Llessui Espot      | indret       |         | 42° 31′ 43″ N, 1° 02′ 27″ E / 42.52859°N,1.040819°E 2756 msnm                 |           | Cresta de l'Avió    | Modifica les dades a Wikidata |
|        | Cultia de Sorre          | Sorre              | indret       |         | 42° 27′ 16″ N, 1° 05′ 57″ E / 42.454571°N,1.099031°E 1050 msnm                |           |                     | Modifica les dades a Wikidata |
|        | Els Planers              | Olp                | indret       |         | 42° 26′ 06″ N, 1° 06′ 33″ E / 42.43502°N,1.1093°E 1268 msnm                   |           |                     | Modifica les dades a Wikidata |
|        | Els Plans d'Enviny       | Enviny             | indret       |         | 42° 25′ 17″ N, 1° 04′ 13″ E / 42.421476°N,1.070202°E 1912 msnm                |           |                     | Modifica les dades a Wikidata |
|        | Feixancs de Montsent     | Llessui            | indret       |         | 42° 29′ 21″ N, 1° 02′ 02″ E / 42.489057°N,1.033782°E 2375 msnm                |           |                     | Modifica les dades a Wikidata |
|        | La Gargalla              | Llessui            | indret       |         | 42° 29′ 53″ N, 1° 03′ 59″ E / 42.497925°N,1.066285°E 2125 msnm                |           |                     | Modifica les dades a Wikidata |
|        | La Llesca                | Llessui            | indret       |         | 42° 29′ 00″ N, 1° 04′ 36″ E / 42.483367°N,1.076748°E 1939 msnm                |           |                     | Modifica les dades a Wikidata |
|        | La Plantada              | la Bastida de Sort | indret       |         | 42° 25′ 58″ N, 1° 07′ 32″ E / 42.432772°N,1.12558°E 860 msnm                  |           |                     | Modifica les dades a Wikidata |
|        | Les Auredes              | Llessui            | indret       |         | 42° 27′ 22″ N, 1° 05′ 01″ E / 42.456134°N,1.083651°E 1475 msnm                |           |                     | Modifica les dades a Wikidata |
|        | Les Boïgues              | Enviny             | indret       |         | 42° 24′ 58″ N, 1° 04′ 13″ E / 42.416016°N,1.070402°E 1725 msnm                |           |                     | Modifica les dades a Wikidata |
|        | Les Collades             | Pernui Rialb       | indret       |         | 42° 25′ 28″ N, 1° 09′ 49″ E / 42.424574°N,1.163659°E 1790 msnm                |           |                     | Modifica les dades a Wikidata |
|        | Les Colomines            | Llessui            | indret       |         | 42° 26′ 57″ N, 1° 04′ 27″ E / 42.449128°N,1.074085°E 1350 msnm                |           |                     | Modifica les dades a Wikidata |
|        | Les Feners               | Sort               | indret       |         | 42° 25′ 49″ N, 1° 08′ 08″ E / 42.430169°N,1.135456°E 800 msnm                 |           |                     | Modifica les dades a Wikidata |
|        | Les Pacs                 | Llessui            | indret       |         | 42° 27′ 37″ N, 1° 03′ 22″ E / 42.460352°N,1.056247°E 1860 msnm                |           |                     | Modifica les dades a Wikidata |
|        | Les Sedallos             | Altron             | indret       |         | 42° 26′ 27″ N, 1° 07′ 06″ E / 42.440819°N,1.118387°E 1010 msnm                |           |                     | Modifica les dades a Wikidata |
|        | Les Vernedes             | Sort               | indret       |         | 42° 23′ 42″ N, 1° 07′ 50″ E / 42.394947°N,1.130561°E 670 msnm                 |           |                     | Modifica les dades a Wikidata |
|        | Libeto                   | Altron             | indret       |         | 42° 26′ 46″ N, 1° 06′ 25″ E / 42.445996°N,1.106822°E 1091 msnm                |           |                     | Modifica les dades a Wikidata |
|        | Lo Baixantet             | Llessui            | indret       |         | 42° 27′ 07″ N, 1° 01′ 35″ E / 42.451845°N,1.026388°E 2125 msnm                |           |                     | Modifica les dades a Wikidata |
|        | Lo Batlliu de Sort       | Sort               | indret       |         | 42° 25′ 23″ N, 1° 06′ 23″ E / 42.423094°N,1.106499°E 1000 msnm                |           |                     | Modifica les dades a Wikidata |
|        | Lo Graller               | Llessui            | indret       |         | 42° 29′ 51″ N, 1° 02′ 09″ E / 42.497595°N,1.03594°E 2632 msnm                 |           |                     | Modifica les dades a Wikidata |
|        | Los Plans                | Llessui            | indret       |         | 42° 28′ 55″ N, 1° 02′ 24″ E / 42.481992°N,1.039916°E 2095 msnm                |           |                     | Modifica les dades a Wikidata |
|        | Mivalls                  | Llessui            | indret       |         | 42° 28′ 36″ N, 1° 03′ 22″ E / 42.476619°N,1.056218°E 1725 msnm                |           |                     | Modifica les dades a Wikidata |
|        | Muntanya de Llarvén      | Llarvén            | indret       |         | 42° 24′ 15″ N, 1° 04′ 06″ E / 42.4042°N,1.068358°E 1600 msnm                  |           |                     | Modifica les dades a Wikidata |
|        | Pala Cremada             | Saurí              | indret       |         | 42° 25′ 32″ N, 1° 02′ 40″ E / 42.425467°N,1.044536°E 2175 msnm                |           |                     | Modifica les dades a Wikidata |
|        | Pala d'Estiessa          | Llessui            | indret       |         | 42° 28′ 06″ N, 1° 03′ 40″ E / 42.468269°N,1.061074°E 1750 msnm                |           |                     | Modifica les dades a Wikidata |
|        | Pala d'Olp               | Olp                | indret       |         | 42° 25′ 13″ N, 1° 05′ 03″ E / 42.42016°N,1.08417°E 1650 msnm                  |           |                     | Modifica les dades a Wikidata |
|        | Pala de Fiteri           | Llessui            | indret       |         | 42° 29′ 22″ N, 1° 03′ 53″ E / 42.489367°N,1.064647°E 2025 msnm                |           |                     | Modifica les dades a Wikidata |
|        | Pala de Pelaguda         | Llarvén            | indret       |         | 42° 23′ 53″ N, 1° 04′ 40″ E / 42.398091°N,1.077749°E 1500 msnm                |           |                     | Modifica les dades a Wikidata |
|        | Pala de Serravilla       | Llessui            | indret       |         | 42° 30′ 50″ N, 1° 03′ 19″ E / 42.513774°N,1.055323°E 2375 msnm                |           |                     | Modifica les dades a Wikidata |
|        | Pala de Solati           | Saurí              | indret       |         | 42° 25′ 40″ N, 1° 05′ 05″ E / 42.427893°N,1.084589°E 1600 msnm                |           |                     | Modifica les dades a Wikidata |
|        | Pala de la Mainera       | Llessui            | indret       |         | 42° 31′ 31″ N, 1° 01′ 54″ E / 42.52514°N,1.031804°E 2725 msnm                 |           |                     | Modifica les dades a Wikidata |
|        | Pala de la Muntanyeta    | Enviny             | indret       |         | 42° 24′ 42″ N, 1° 03′ 14″ E / 42.411803°N,1.053892°E 1950 msnm                |           |                     | Modifica les dades a Wikidata |
|        | Pala del Boyente         | Llessui            | indret       |         | 42° 28′ 05″ N, 1° 02′ 15″ E / 42.468185°N,1.037398°E 1950 msnm                |           |                     | Modifica les dades a Wikidata |
|        | Pales de Peiró           | Pujalt             | indret       |         | 42° 24′ 47″ N, 1° 05′ 42″ E / 42.412997°N,1.094869°E 1475 msnm                |           |                     | Modifica les dades a Wikidata |
|        | Pamano                   | Llessui            | indret       |         | 42° 28′ 02″ N, 1° 01′ 30″ E / 42.467091°N,1.02511°E 2000 msnm                 |           |                     | Modifica les dades a Wikidata |
|        | Peracanella              | Llarvén Soriguera  | indret       |         | 42° 23′ 15″ N, 1° 04′ 53″ E / 42.387615°N,1.081357°E 1450 msnm                |           |                     | Modifica les dades a Wikidata |
|        | Pla de Cabanes           | Saurí              | indret plana |         | 42° 25′ 52″ N, 1° 02′ 45″ E / 42.431248°N,1.045757°E 2075 msnm                |           |                     | Modifica les dades a Wikidata |
|        | Pleta Seganya            | Llessui            | indret       |         | 42° 26′ 18″ N, 1° 01′ 24″ E / 42.438366°N,1.023433°E 2250 msnm                |           |                     | Modifica les dades a Wikidata |
|        | Pletiu de Sorre          | Sort               | indret       |         | 42° 29′ 32″ N, 1° 03′ 51″ E / 42.49236°N,1.064197°E 2050 msnm                 |           |                     | Modifica les dades a Wikidata |
|        | Rebollar de la Bastida   | la Bastida de Sort | indret bosc  |         | 42° 25′ 15″ N, 1° 09′ 23″ E / 42.420802°N,1.156369°E 1500 msnm                |           |                     | Modifica les dades a Wikidata |
|        | Ribera de Sort           | Sort               | indret       |         | 42° 24′ 13″ N, 1° 08′ 01″ E / 42.403567°N,1.133512°E 676 msnm                 |           |                     | Modifica les dades a Wikidata |
|        | Roca Roia                | la Bastida de Sort | indret       |         | 42° 26′ 38″ N, 1° 07′ 54″ E / 42.444003°N,1.13163°E 727 msnm                  |           |                     | Modifica les dades a Wikidata |
|        | Roques de la Bastida     | la Bastida de Sort | indret       |         | 42° 25′ 14″ N, 1° 08′ 12″ E / 42.420666°N,1.136535°E 800 msnm                 |           |                     | Modifica les dades a Wikidata |
|        | Saminyano                | Llessui            | indret       |         | 42° 28′ 48″ N, 1° 03′ 05″ E / 42.479923°N,1.051334°E 1825 msnm                |           |                     | Modifica les dades a Wikidata |
|        | Tarteres de la Coma      | Pernui             | indret       |         | 42° 25′ 47″ N, 1° 08′ 54″ E / 42.429784°N,1.148455°E 1300 msnm                |           |                     | Modifica les dades a Wikidata |

## llac glacial
| imatge | Nom                       | Ubicat a | instància de | Detalls                                    | coordenades                                                                   | Protecció | Commons (més fotos) | Dades a WD                    |
| ------ | ------------------------- | -------- | ------------ | ------------------------------------------ | ----------------------------------------------------------------------------- | --------- | ------------------- | ----------------------------- |
|        | Estany gran de la Mainera | Sort     | llac glacial | Llarg: 340m Ample: 182m Superfície: 5.4ha  | 42° 31′ 26″ N, 1° 02′ 41″ E / 42.523889°N,1.044722°E 2450 msnm                |           |                     | Modifica les dades a Wikidata |
|        | Estany xic de la Mainera  | Sort     | llac glacial | Llarg: 240m Ample: 133m Superfície: 2.22ha | 42° 31′ 12″ N, 1° 02′ 26″ E / 42.520111°N,1.040627°E 2415 msnm                |           |                     | Modifica les dades a Wikidata |
|        | Estanyesso                | Sort     | llac glacial | Llarg: 77m Ample: 24m Superfície: 0.14ha   | 42° 29′ 25″ N, 1° 02′ 24″ E / 42.490351°N,1.039946°E 2189 msnm                |           |                     | Modifica les dades a Wikidata |
|        | Estanys de la Mainera     | Sort     | llac glacial |                                            | 42° 31′ 12″ N, 1° 02′ 16″ E / 42.5199048488591°N,1.03777588616018°E 2435 msnm |           |                     | Modifica les dades a Wikidata |

## masia
| imatge | Nom                | Ubicat a          | instància de | Detalls | coordenades                                                                   | Protecció | Commons (més fotos) | Dades a WD                    |
| ------ | ------------------ | ----------------- | ------------ | ------- | ----------------------------------------------------------------------------- | --------- | ------------------- | ----------------------------- |
|        | Borda de la Ribera | Montardit de Baix | masia        |         | 42° 23′ 17″ N, 1° 07′ 09″ E / 42.3880770537204°N,1.11907801524234°E 667 msnm  |           |                     | Modifica les dades a Wikidata |
|        | Casa Colom         | Llarvén           | masia        |         | 42° 23′ 46″ N, 1° 05′ 43″ E / 42.3962012252088°N,1.09515542733643°E 1050 msnm |           |                     | Modifica les dades a Wikidata |
|        | Meneurí            | Saurí             | masia        |         | 42° 26′ 38″ N, 1° 04′ 10″ E / 42.4437690852087°N,1.06936018957377°E 1254 msnm |           |                     | Modifica les dades a Wikidata |
|        | la Masia           | Montardit de Baix | masia        |         | 42° 22′ 41″ N, 1° 06′ 32″ E / 42.3781367488582°N,1.10879538536904°E 775 msnm  |           |                     | Modifica les dades a Wikidata |

## muntanya
| imatge | Nom                       | Ubicat a                        | instància de | Detalls | coordenades                                                                            | Protecció | Commons (més fotos)        | Dades a WD                    |
| ------ | ------------------------- | ------------------------------- | ------------ | ------- | -------------------------------------------------------------------------------------- | --------- | -------------------------- | ----------------------------- |
|        | Bony d'Altars             | Sort la Torre de Cabdella       | muntanya     |         | 42° 26′ 40″ N, 1° 01′ 02″ E / 42.44438611°N,1.01726639°E Serra d'Altars 2417 msnm      |           | Bony d'Altars              | Modifica les dades a Wikidata |
|        | Bony d'Arquer             | Sort Rialb                      | muntanya     |         | 42° 29′ 20″ N, 1° 04′ 36″ E / 42.48894722°N,1.07664722°E 2306 msnm                     |           |                            | Modifica les dades a Wikidata |
|        | Bony de Cucat             | Sort                            | muntanya     |         | 42° 26′ 09″ N, 1° 05′ 38″ E / 42.435765°N,1.09396°E 1472 msnm                          |           |                            | Modifica les dades a Wikidata |
|        | Bony de les Tosques       | Sort                            | muntanya     |         | 42° 26′ 12″ N, 1° 05′ 43″ E / 42.4368°N,1.0952°E 1475 msnm                             |           |                            | Modifica les dades a Wikidata |
|        | Bony del Tamborí          | Sort                            | muntanya     |         | 42° 27′ 14″ N, 1° 01′ 58″ E / 42.4538°N,1.03284°E 2063 msnm                            |           |                            | Modifica les dades a Wikidata |
|        | Cap de Cabristà           | Sort la Torre de Cabdella       | muntanya     |         | 42° 25′ 22″ N, 1° 02′ 23″ E / 42.4227°N,1.0396°E 2372 msnm                             |           |                            | Modifica les dades a Wikidata |
|        | Cap de la Muntanyeta      | Soriguera Baix Pallars Sort     | muntanya     |         | 42° 24′ 38″ N, 1° 02′ 41″ E / 42.4106°N,1.04464°E 2223 msnm                            |           |                            | Modifica les dades a Wikidata |
|        | Fita Alta                 | Sort                            | muntanya     |         | 42° 26′ 35″ N, 1° 02′ 38″ E / 42.44306667°N,1.04400278°E 1978 msnm                     |           |                            | Modifica les dades a Wikidata |
|        | Lo Tossal                 | Sort la Torre de Cabdella       | muntanya     |         | 42° 26′ 05″ N, 1° 01′ 10″ E / 42.43463306°N,1.01941306°E 2494 msnm                     |           |                            | Modifica les dades a Wikidata |
|        | Montorroio                | la Torre de Cabdella Sort       | muntanya     |         | 42° 30′ 11″ N, 1° 01′ 52″ E / 42.503117°N,1.031139°E 2862 msnm                         |           | Montorroio                 | Modifica les dades a Wikidata |
|        | Montsent de Pallars       | la Torre de Cabdella Sort       | muntanya     |         | 42° 29′ 24″ N, 1° 01′ 28″ E / 42.4901106285°N,1.02442265779°E 2883 msnm                |           | Montsent de Pallars        | Modifica les dades a Wikidata |
|        | Pala Pedregosa de Llessui | Sort la Torre de Cabdella       | muntanya     |         | 42° 30′ 59″ N, 1° 01′ 23″ E / 42.516443°N,1.023158°E 2882 msnm                         |           | Pala Pedregosa de Llessui  | Modifica les dades a Wikidata |
|        | Pic de la Mainera         | la Torre de Cabdella Sort Espot | muntanya     |         | 42° 31′ 28″ N, 1° 01′ 38″ E / 42.52448°N,1.027159°E els Jous vall de Peguera 2909 msnm |           | Pic de la Mainera          | Modifica les dades a Wikidata |
|        | Serrat de Sant Josep      | Sort                            | muntanya     |         | 42° 26′ 13″ N, 1° 07′ 20″ E / 42.43704°N,1.12211°E 1098 msnm                           |           |                            | Modifica les dades a Wikidata |
|        | Serrat de la Mare de Déu  | Sort                            | muntanya     |         | 42° 24′ 14″ N, 1° 06′ 44″ E / 42.4039°N,1.11214°E 1212 msnm                            |           |                            | Modifica les dades a Wikidata |
|        | Serrat des Creus          | Sort                            | muntanya     |         | 42° 24′ 36″ N, 1° 06′ 36″ E / 42.4099°N,1.11011°E 1256 msnm                            |           |                            | Modifica les dades a Wikidata |
|        | Tossal de Castalona       | Sort                            | muntanya     |         | 42° 26′ 18″ N, 1° 06′ 18″ E / 42.4383°N,1.10506°E 1350 msnm                            |           |                            | Modifica les dades a Wikidata |
|        | Tossal de Pamano          | Sort la Torre de Cabdella       | muntanya     |         | 42° 27′ 27″ N, 1° 01′ 18″ E / 42.45744167°N,1.02166389°E 2161 msnm                     |           |                            | Modifica les dades a Wikidata |
|        | Tossal de Torena          | Sort                            | muntanya     |         | 42° 27′ 29″ N, 1° 04′ 26″ E / 42.4581°N,1.07383°E 1697 msnm                            |           |                            | Modifica les dades a Wikidata |
|        | Tossalet Roi              | Sort                            | muntanya     |         | 42° 25′ 25″ N, 1° 04′ 12″ E / 42.42370833°N,1.06990833°E 1984 msnm                     |           |                            | Modifica les dades a Wikidata |
|        | Tossalet de la Coma       | Sort la Torre de Cabdella       | muntanya     |         | 42° 29′ 47″ N, 1° 01′ 22″ E / 42.49640833°N,1.02278889°E 2732 msnm                     |           | Tossalet de la Coma (Sort) | Modifica les dades a Wikidata |
|        | Tuc de la Cometa          | Sort la Torre de Cabdella       | muntanya     |         | 42° 25′ 25″ N, 1° 01′ 59″ E / 42.4236996448°N,1.03304925486°E Serra del Rei 2445 msnm  |           | Tuc de la Cometa           | Modifica les dades a Wikidata |
|        | les Picardes              | Sort Espot                      | muntanya     |         | 42° 31′ 38″ N, 1° 03′ 10″ E / 42.527161°N,1.052679°E 2802 msnm                         |           |                            | Modifica les dades a Wikidata |

## oratori
| imatge | Nom                       | Ubicat a           | instància de | Detalls | coordenades                                                                   | Protecció | Commons (més fotos) | Dades a WD                    |
| ------ | ------------------------- | ------------------ | ------------ | ------- | ----------------------------------------------------------------------------- | --------- | ------------------- | ----------------------------- |
|        | Mare de Déu de Montserrat | Altron             | oratori      |         | 42° 27′ 01″ N, 1° 06′ 31″ E / 42.4502674282343°N,1.10855966982028°E 957 msnm  |           |                     | Modifica les dades a Wikidata |
|        | Mare de Déu del Roser     | Pujalt             | oratori      |         | 42° 24′ 55″ N, 1° 06′ 37″ E / 42.415362°N,1.110196°E 1163 msnm                |           |                     | Modifica les dades a Wikidata |
|        | Sant Andreu               | la Bastida de Sort | oratori      |         | 42° 25′ 52″ N, 1° 07′ 37″ E / 42.431074661775°N,1.12708007273618°E 845 msnm   |           |                     | Modifica les dades a Wikidata |
|        | Sant Jaume                | Llessui            | oratori      |         | 42° 27′ 04″ N, 1° 04′ 52″ E / 42.4510254321467°N,1.08103009910511°E 1355 msnm |           |                     | Modifica les dades a Wikidata |
|        | Sant Marc i Sant Antoni   | Altron             | oratori      |         | 42° 26′ 58″ N, 1° 06′ 14″ E / 42.449355°N,1.103877°E 960 msnm                 |           |                     | Modifica les dades a Wikidata |
|        | Santa Bàrbara             | Saurí              | oratori      |         | 42° 26′ 32″ N, 1° 03′ 21″ E / 42.442126741586°N,1.0558686354188°E 1733 msnm   |           |                     | Modifica les dades a Wikidata |

## pont
| imatge | Nom                         | Ubicat a | instància de | Detalls                     | coordenades                                                                        | Protecció                                  | Commons (més fotos)         | Dades a WD                    |
| ------ | --------------------------- | -------- | ------------ | --------------------------- | ---------------------------------------------------------------------------------- | ------------------------------------------ | --------------------------- | ----------------------------- |
|        | Pont d'Altron               | Sort     | pont         |                             | 42° 26′ 47″ N, 1° 05′ 29″ E / 42.4462656642539°N,1.09152311574179°E                |                                            |                             | Modifica les dades a Wikidata |
|        | Pont de Berasti             | Sort     | pont         |                             | 42° 28′ 00″ N, 1° 05′ 33″ E / 42.4666419004392°N,1.09241233499149°E                |                                            |                             | Modifica les dades a Wikidata |
|        | Pont de Rions               | Sort     | pont         |                             | 42° 26′ 37″ N, 1° 04′ 19″ E / 42.4436121970583°N,1.07180895100373°E                |                                            |                             | Modifica les dades a Wikidata |
|        | Pont de l'Abeller           | Sort     | pont         |                             | 42° 23′ 56″ N, 1° 05′ 37″ E / 42.3989206978586°N,1.09351791045132°E                |                                            |                             | Modifica les dades a Wikidata |
|        | Pont de l'Hostal Nou        | Sort     | pont         | Travessa: Noguera Pallaresa | 42° 23′ 27″ N, 1° 07′ 32″ E / 42.3908026418316°N,1.12548403843436°E                |                                            |                             | Modifica les dades a Wikidata |
|        | Pont de la Matraca          | Sort     | pont         | Hi passa: N-260             | 42° 24′ 13″ N, 1° 08′ 16″ E / 42.4035586493815°N,1.13788729484623°E                |                                            |                             | Modifica les dades a Wikidata |
|        | Pont del Cementiri d'Enviny | Enviny   | pont         | Estil: arquitectura popular | 42° 24′ 04″ N, 1° 06′ 14″ E / 42.4011°N,1.10377°E ca:Carretera de Pujalt 1151 msnm | bé integrant del patrimoni cultural català | Pont del Cementiri d'Enviny | Modifica les dades a Wikidata |

## portal
| imatge | Nom                                               | Ubicat a | instància de | Detalls                                  | coordenades                                                                  | Protecció                                  | Commons (més fotos)                              | Dades a WD                    |
| ------ | ------------------------------------------------- | -------- | ------------ | ---------------------------------------- | ---------------------------------------------------------------------------- | ------------------------------------------ | ------------------------------------------------ | ----------------------------- |
|        | Portal d'una casa al carrer Major de Llessui - I  | Llessui  | portal       | Estil: arquitectura popular 17th century | 42° 27′ 04″ N, 1° 04′ 24″ E / 42.451204°N,1.073259°E ca:C. Major 1414 msnm   | bé integrant del patrimoni cultural català | Portal d'una casa al carrer Major de Llessui - I | Modifica les dades a Wikidata |
|        | Portal d'una casa al carrer Major de Llessui - II | Llessui  | portal       | Estil: arquitectura popular              | 42° 27′ 03″ N, 1° 04′ 22″ E / 42.450959°N,1.072659°E 1412 msnm               | bé integrant del patrimoni cultural català |                                                  | Modifica les dades a Wikidata |
|        | Portal de Berrós                                  | Sort     | portal       | Estil: arquitectura popular              | 42° 24′ 41″ N, 1° 07′ 48″ E / 42.41139°N,1.129979°E ca:Carrer Major 687 msnm | bé integrant del patrimoni cultural català | Portal de Berrós                                 | Modifica les dades a Wikidata |

## serra
| imatge | Nom                      | Ubicat a                  | instància de | Detalls    | coordenades                                                    | Protecció | Commons (més fotos)  | Dades a WD                    |
| ------ | ------------------------ | ------------------------- | ------------ | ---------- | -------------------------------------------------------------- | --------- | -------------------- | ----------------------------- |
|        | Les Roques de la Bastida | Rialb Sort                | serra        |            | 42° 25′ 43″ N, 1° 09′ 17″ E / 42.4286°N,1.15461°E 1791 msnm    |           |                      | Modifica les dades a Wikidata |
|        | Serra d'Altars           | la Torre de Cabdella Sort | serra        | Llarg: 2km | 42° 26′ 46″ N, 1° 01′ 03″ E / 42.445991°N,1.017555°E 2417 msnm |           |                      | Modifica les dades a Wikidata |
|        | Serra de Solana          | Sort Soriguera            | serra        |            | 42° 23′ 46″ N, 1° 04′ 23″ E / 42.39598°N,1.07295°E 1731 msnm   |           |                      | Modifica les dades a Wikidata |
|        | Serra del Rei            | la Torre de Cabdella Sort | serra        | Llarg: 2km | 42° 25′ 47″ N, 1° 01′ 28″ E / 42.429718°N,1.02433°E 2493 msnm  |           | Serra del Rei (Sort) | Modifica les dades a Wikidata |
|        | Serra del Solà           | Sort                      | serra        |            | 42° 28′ 19″ N, 1° 02′ 16″ E / 42.472051°N,1.037806°E 2085 msnm |           |                      | Modifica les dades a Wikidata |
|        | Serra dels Fontanals     | Sort                      | serra        |            | 42° 25′ 31″ N, 1° 03′ 37″ E / 42.42539°N,1.060319°E 2060 msnm  |           |                      | Modifica les dades a Wikidata |
|        | Serrabana                | Sort Soriguera            | serra        |            | 42° 24′ 22″ N, 1° 03′ 03″ E / 42.40608°N,1.050697°E 2000 msnm  |           |                      | Modifica les dades a Wikidata |
|        | Serramont                | Sort Espot                | serra        |            | 42° 31′ 18″ N, 1° 03′ 18″ E / 42.521667°N,1.055114°E 2783 msnm |           |                      | Modifica les dades a Wikidata |
|        | Serrat d'Arquer          | Sort Rialb                | serra        |            | 42° 29′ 10″ N, 1° 05′ 00″ E / 42.486098°N,1.083249°E 2306 msnm |           |                      | Modifica les dades a Wikidata |
|        | Serrat de Comamenre      | Sort                      | serra        |            | 42° 27′ 56″ N, 1° 03′ 13″ E / 42.465619°N,1.05363°E 1984 msnm  |           |                      | Modifica les dades a Wikidata |
|        | Serrat de Sant Feliu     | Sort Soriguera            | serra        |            | 42° 24′ 21″ N, 1° 09′ 05″ E / 42.405698°N,1.151296°E 1244 msnm |           |                      | Modifica les dades a Wikidata |
|        | Serrat de la Mainera     | Sort la Torre de Cabdella | serra        |            | 42° 28′ 27″ N, 1° 01′ 04″ E / 42.474297°N,1.017891°E 2359 msnm |           |                      | Modifica les dades a Wikidata |
|        | Serrat del Bosc          | Sort Soriguera            | serra        |            | 42° 23′ 01″ N, 1° 05′ 18″ E / 42.383566°N,1.08835°E 1342 msnm  |           |                      | Modifica les dades a Wikidata |
|        | Serrat del Collet        | Sort                      | serra        |            | 42° 29′ 01″ N, 1° 01′ 47″ E / 42.483688°N,1.029686°E 2400 msnm |           |                      | Modifica les dades a Wikidata |
|        | Serrat del Tossal Roi    | Sort                      | serra        |            | 42° 25′ 34″ N, 1° 04′ 34″ E / 42.426195°N,1.076184°E 1983 msnm |           |                      | Modifica les dades a Wikidata |
|        | Serrat dels Clots        | Sort                      | serra        |            | 42° 25′ 46″ N, 1° 04′ 15″ E / 42.429582°N,1.070708°E 1972 msnm |           |                      | Modifica les dades a Wikidata |
|        | Serrat dels Plans        | Sort                      | serra        |            | 42° 25′ 01″ N, 1° 04′ 52″ E / 42.416844°N,1.081079°E 1902 msnm |           |                      | Modifica les dades a Wikidata |

## torre de defensa
| imatge | Nom                       | Ubicat a | instància de     | Detalls                                  | coordenades                                                                 | Protecció                                  | Commons (més fotos) | Dades a WD                    |
| ------ | ------------------------- | -------- | ---------------- | ---------------------------------------- | --------------------------------------------------------------------------- | ------------------------------------------ | ------------------- | ----------------------------- |
|        | Torre de defensa          | Olp      | torre de defensa | Estil: arquitectura popular 14th century | 42° 25′ 48″ N, 1° 06′ 51″ E / 42.430127°N,1.114173°E ca:Pl. Major 1095 msnm | bé integrant del patrimoni cultural català |                     | Modifica les dades a Wikidata |
|        | Torre de defensa a Altron | Altron   | torre de defensa | Estil: arquitectura popular              | 42° 27′ 04″ N, 1° 06′ 13″ E / 42.45099°N,1.103558°E ca:Pl. Major 954 msnm   | bé integrant del patrimoni cultural català |                     | Modifica les dades a Wikidata |

## vèrtex geodèsic
| imatge | Nom      | Ubicat a | instància de    | Detalls   | coordenades                                                        | Protecció | Commons (més fotos) | Dades a WD                    |
| ------ | -------- | -------- | --------------- | --------- | ------------------------------------------------------------------ | --------- | ------------------- | ----------------------------- |
|        | Cometa   | Sort     | vèrtex geodèsic | Alt: 1.2m | 42° 25′ 25″ N, 1° 01′ 59″ E / 42.423492°N,1.033045°E 2445.813 msnm |           |                     | Modifica les dades a Wikidata |
|        | Montseny | Sort     | vèrtex geodèsic | Alt: 1.2m | 42° 29′ 24″ N, 1° 01′ 28″ E / 42.490107°N,1.024415°E 2883.357 msnm |           |                     | Modifica les dades a Wikidata |

## Misc
| imatge | Nom                                 | Ubicat a   | instància de           | Detalls                     | coordenades                                                         | Protecció                                  | Commons (més fotos) | Dades a WD                    |
| ------ | ----------------------------------- | ---------- | ---------------------- | --------------------------- | ------------------------------------------------------------------- | ------------------------------------------ | ------------------- | ----------------------------- |
|        | Cabanot de Roques                   | Sort       | abric rocós            |                             | 42° 24′ 27″ N, 1° 04′ 12″ E / 42.407630564186°N,1.06993447227968°E  |                                            |                     | Modifica les dades a Wikidata |
|        | La Torre                            | Llessui    | veïnat                 |                             | 42° 27′ 06″ N, 1° 04′ 35″ E / 42.451793°N,1.076457°E 1400 msnm      |                                            | La Torre (Llessui)  | Modifica les dades a Wikidata |
|        | Mola de Sall                        | Altron     | central hidroelèctrica | 1924                        | 42° 27′ 10″ N, 1° 06′ 31″ E / 42.452901°N,1.108646°E 832 msnm       |                                            | Mola de Sall        | Modifica les dades a Wikidata |
|        | Pernui                              | Sort       | nucli de població      |                             | 42° 24′ 51″ N, 1° 08′ 31″ E / 42.414193°N,1.141975°E 1025 msnm      |                                            | Pernui              | Modifica les dades a Wikidata |
|        | Polígon industrial Els Salacons     | Sort       | polígon industrial     |                             | 42° 24′ 18″ N, 1° 07′ 55″ E / 42.4048739988477°N,1.13183340623141°E |                                            |                     | Modifica les dades a Wikidata |
|        | Portal del recinte fortificat d'Olp | Olp        | porta de ciutat        | Estil: arquitectura popular | 1095 msnm                                                           | bé integrant del patrimoni cultural català |                     | Modifica les dades a Wikidata |
|        | Vall d'Àssua                        | Rialb Sort | vall                   |                             | 42° 26′ 45″ N, 1° 04′ 28″ E / 42.445945°N,1.074343°E                |                                            | Vall d'Àssua        | Modifica les dades a Wikidata |
|        | casa consistorial de Sort           | Sort       | casa consistorial      |                             | 42° 24′ 47″ N, 1° 07′ 53″ E / 42.4130547°N,1.131319°E               |                                            |                     | Modifica les dades a Wikidata |
|        | cova de Moixí                       | Sort       | cova                   |                             | 42° 25′ 03″ N, 1° 07′ 42″ E / 42.4175429690898°N,1.12840664117424°E |                                            |                     | Modifica les dades a Wikidata |